# Ningaui
Ningaui là một chi động vật có vú trong họ Dasyuridae, bộ Dasyuromorphia. Chi này được Archer miêu tả năm 1975. Loài điển hình của chi này là Ningaui timealeyi Archer, 1975.

## Các loài
Chi này gồm các loài: